# Franco da Rocha
Franco da Rocha es un municipio brasileño del estado de São Paulo, ubicado 26 km al norte de la ciudad de São Paulo y atendido por la línea 7 del ferrocarril de CPTM. Tiene una población de 131.603 habitantes según el Censo brasileño del año 2010 y es principalmente una ciudad dormitorio pues la mayoría de sus habitantes trabaja en la capital del estado.
El mes de enero de 2011 sufrió una fuerte inundación como consecuencia de las fuertes lluvias que cayeron en la Región Metropolitana de São Paulo.